# Porn 2.0
Porn 2.0（ポルノにーてんぜろ）は、「Web 2.0」に因んで創出された概念で、ユーザーが作成したコンテンツによって成立するポルノウェブサイトを指す。このようなサイトには、ユーザー基準の分類法、ウェブカメラのホスティング、ブログ、コメントなどの機能を持つソーシャルネット・ワーキング・メディアが存在している場合がある。これは、「Web 1.0」のポルノサイトが提供する一方向のコンテンツとは対照的な特徴を持つ。Porn 2.0サイトは、動画コミュニティ（Vimeo、YouTube）、ソーシャルサイト（Tumblr、Twitter）、ブログ（Blogger）、写真ホスティング（Flickr、Photobucket、Picasa）などの、主なWeb 2.0サービスに類似した機能を持つ場合がある。
Porn 3.0と呼ぶ場合、ニュースメディアは、3次元映像、マルチアングルDVD、ニューラル・インパルス・アクチュエーターなどの使用に基づいて定義しており、ホログラフィーなどの実現性の低い技術は考慮していない。